# 西浅川町
西浅川町（にしあさかわまち）は、東京都八王子市の地名である。丁番を持たない単独町名であり、住居表示未実施区域。郵便番号は193-0842（八王子西郵便局管区）。

## 地理
八王子市南西部、JR高尾駅の西方にある一区域。地内の「西浅川」交差点（小名路）は甲州街道（国道20号）と旧甲州街道が分岐する交通の要衝で、西浅川町の居住区域はこの交差点前後に集積する。
北は廿里町、東・南は高尾町、西は裏高尾町と接する。

### 地価
住宅地の地価は、2014年（平成26年）1月1日の公示地価によれば、西浅川町56番7の地点で10万1000円/m2となっている。

## 歴史
江戸時代には上長房村の一部であった。
- 1889年（明治22年）4月1日 - 町村制施行により、神奈川県南多摩郡浅川村が発足。浅川村大字上長房が成立。
- 1927年（昭和2年）11月3日 - 浅川村が町制施行し浅川町となる。
- 1959年（昭和34年）4月1日 - 浅川町が八王子市に編入。浅川町大字上長房は八王子市大字上長房となる。
- 1960年（昭和35年）10月1日 - 大字上長房の一部が西浅川町となる。

## 世帯数と人口
2017年（平成29年）12月31日現在の世帯数と人口は以下の通りである。
| 町丁     | 世帯数  | 人口  |
| -------- | ------- | ----- |
| 西浅川町 | 327世帯 | 753人 |

## 小・中学校の学区
市立小・中学校に通う場合、学区は以下の通りとなる。
| 番地 | 小学校               | 中学校               |
| ---- | -------------------- | -------------------- |
| 全域 | 八王子市立浅川小学校 | 八王子市立浅川中学校 |

## 交通

### 道路
- 国道20号（甲州街道）
- 東京都道516号浅川相模湖線（旧甲州街道）

上記2路線が「西浅川」交差点で分岐する。

### 路線バス
国道20号（甲州街道）上を走行する系統が乗り入れる。
- 神奈川中央交通 津久井営業所
  - 八07：相模湖駅 - 千木良 - 大垂水 - 高尾山口 - 小名路 - 高尾駅 - 西八王子入口 - 八王子駅
- 京王バス南南大沢営業所
  - 高01：高尾駅北口 - 小名路 - 小仏
- 京王電鉄バス八王子営業所
  - 高02：高尾駅南口 - 小名路 - 高尾山口駅

## 施設
- 高尾警察署西浅川駐在所